# Protaleuron
Protaleuron là một chi bướm đêm thuộc họ Sphingidae.

## Các loài
- Protaleuron herbini - Haxaire, 2001
- Protaleuron rhodogaster - Rothschild & Jordan 1903